# Френкель, Дэвид
Дэ́вид Фре́нкель (англ. David Frankel; род. 2 апреля 1959, Нью-Йорк, Нью-Йорк) — американский кинорежиссёр, сценарист и исполнительный продюсер. Сын Макса Френкеля, бывшего ответственного секретаря The New York Times.

## Фильмография
- 1995 — Рапсодия Майами / Miami Rhapsody
- 1996 — Дорогой дневник[англ.] / Dear Diary
- 2002 — История пенсильванских шахтёров[англ.] / The Pennsylvania Miners' Story
- 2006 — Дьявол носит Prada / The Devil Wears Prada
- 2008 — Марли и я / Marley & Me
- 2011 — Большой год / The Big Year
- 2012 — Весенние надежды / Hope Springs
- 2013 — Мечты сбываются![англ.] / One Chance
- 2016 — Призрачная красота / Collateral Beauty
- 2022 — Джерри и Мардж играют по-крупному[англ.] / Jerry & Marge Go Large
- 2026 — Дьявол носит Prada 2 / The Devil Wears Prada 2